# 超級機器人大戰J
《超級機器人大戰J》是萬普於2005年9月15日在Game Boy Advance上發售的超級機器人大戰系列遊戲。簡稱「機戰J」「SRWJ」。
本作的宣傳語是「新的審判之時已近」（新たな審判の時、来たる）。

## 概要
本作是超級機器人大戰系列中，第6款登陸在Game Boy Advance的作品，亦是此平台上的最終作。全52話（包含分支合計68關）。另外，標題的「J」是指「Judgment」（「審判」之意）。
本作的特徵，是系列首次沒有包括任何蓋特機器人系列及宇宙世紀GUNDAM系列，TV版無敵鐵金剛系列（包括金剛大魔神、金剛戰神）也沒有參戰。在《超級機器人大戰K》推出以前被視為最多參戰作異例的作品。
取而代之《機動戰艦撫子》、《機動戰士GUNDAM SEED》將會主導著故事的核心。不同以往，本作自軍戰艦的艦長全部都是女性。
另外，比起前作《超級機器人大戰D》有著更另一層次的戰鬥動畫演出，可說是發揮GBA性能極限的戰鬥動畫。另外，在GBA的後繼機，次世代攜帶型遊戲機Nintendo DS發售的《超級機器人大戰W》内，因本作不少參戰作品在該作上繼續參戰，因此不少戰鬥動畫被沿用至該作。

## 參戰作品

### 一覽
★標誌為系列作初參戰作品、☆標誌為在攜帶機中的初參戰作品
- V型電磁俠（超電磁マシーン ボルテスV）
- 超力電磁俠（超電磁ロボ コン・バトラーV）
- 超獸機神斷空我（超獣機神ダンクーガ）
- 蒼藍流星（蒼き流星SPTレイズナー）
- ☆冥王計劃傑歐萊馬（冥王計画ゼオライマー）
- 機動武鬥傳G GUNDAM（機動武闘伝Gガンダム）
- 機動戰士GUNDAM SEED（機動戦士ガンダムSEED）
- 機動戰艦撫子（機動戦艦ナデシコ）
- ☆魔神凱撒（マジンカイザー）
- ★魔神凱撒 死鬥！暗黑大將軍（マジンカイザー 死闘!暗黒大将軍）
- ☆機動神腦（ブレンパワード）
- ★宇宙騎士BLADE（宇宙の騎士テッカマンブレード）
- ★驚爆危機（フルメタル・パニック!）
- ★驚爆危機？校園篇（フルメタル・パニック? ふもっふ）

### 解說
新參戰作品有《宇宙騎士》、《驚爆危機》和《驚爆危機？校園篇》、《魔神凱撒 死鬥！暗黑大將軍》4個作品。
攜帶機初參戰作品有《冥王計劃傑歐萊馬》、《機動戰士GUNDAM SEED》、《魔神凱撒》、《機動神腦》。《驚爆危機》是動畫版而並非原作小說版。另外首次有非機械人動畫的作品（宇宙騎士）參戰。
源自《冥王計劃傑歐萊馬》的大傑歐萊馬（グレートゼオライマー）因在原作本編只存在而並沒有登場，為此《冥王計劃傑歐萊馬》機設森木靖泰為本作登場的大傑歐萊馬重新設計造型。《冥王計劃傑歐萊馬》官方網站亦可見到它。
另外，本作以後的携帶機系列官方網站内，系列原創作品（萬普原創（バンプレストオリジナル））不再被視為參戰作品。

### 封面登場機體
- ARX-7 強弩兵（驚爆危機）
- 艾斯特巴利斯OG Frame・明人機（機動戰艦撫子）
- 斷空我（超獸機神斷空我）
- Tekkaman Blade（宇宙騎士BLADE）
- 天之傑歐萊馬（冥王計劃傑歐萊馬）
- 納莉·Brain（機動神腦）
- 自由GUNDAM（機動戰士GUNDAM SEED）
- 別西路（原創）
- （V型電磁俠）
- 魔神凱撒（魔神凱撒）

## 系統
- 可以隨意更改原創主角機的機體與武器名稱，而且首次在掌機上支援漢字輸入
- 用BP強化駕駛員能力
- 可出售強化部件和技能晶片
- 可通過挑戰關卡（ツメスパロボ）入手強化部件和技能晶片
- 在事件中可以按B鍵回看前面的對話（回看時背景會變為黑白色）

以上前作《D》的大部份系統也繼承至本作。其他新的嘗試有
- 可以跨作品更換機體戰鬥BGM
- 機體・武器會以正式名稱表示
- 一部份原作的名場面會有特別插畫

## 原創

### 主角
本作為手提遊戲機上第一次出現女性的乳搖畫面，男性的統夜會搖頭髮。另外所有角色的聲優均為OG版本登場。
紫雲統夜（聲優：島崎信長）
本作男主角，一名普通的17歲高中生，雖然有強烈的正義感，但除了性格消極外，對任何事也非常膽怯。
專用BGM為「Fate」，後期為「Limit Over」。
克薇娜·庫朗日（Calvina Coulange，聲優：淺野真澄）
本作女主角，原是連合宇宙軍的少尉，在軍人時代有着「白色山貓」（ホワイト・リンクス、White Lynx）之稱的天才駕駛員。
專用BGM為「Revenger」，後期為「Guardian Angel」。

### 副駕駛
初期選擇的副駕駛會左右後期機體必殺武器與機體能力的副駕駛系統
卡堤雅·格林尼亞（Katia Grineal，聲優：日笠陽子）
三人中的隊長，冷靜心細的黑髮女孩。選擇後後期追加的武器為射擊系。
菲斯堤妮亞·謬斯（Festenia Muse，聲優：東山奈央）
暱稱「堤妮亞」（テニア）。非常有精神，食量奇大的熱血少女。選擇後後期追加的武器為刀劍系。
梅露亞·梅娜·梅亞（Melua Melna Meia，聲優：茅野愛衣）
天然呆金髮女孩，喜歡甜食。選擇後後期追加的武器為格鬥系。

### 弗里（フューリー、Fury）聖騎士團
夏娜米亞·愛特爾納·弗拉（-{{{#parsoid\0fragment:0}}}-，Shana-Mia Eterna Fura，聲優：早見沙織）
奧凡·蘭克斯（-{{{#parsoid\0fragment:1}}}-，Al-Van Lunks，聲優：石川英郎）
艾賽爾達·休恩（-{{{#parsoid\0fragment:2}}}-，El-Selda Shiun，聲優：堀秀行）
紫雲統夜的父親。
賈穆·達比（-{{{#parsoid\0fragment:3}}}-，Jua-Mu Dalbi，聲優：松風雅也）
芙露·門羅（-{{{#parsoid\0fragment:4}}}-，Fu-Lu Mu-Lu，聲優：本田貴子）
古蘭頓·哥茲（-{{{#parsoid\0fragment:5}}}-，Gu-Landon Goetz，聲優：玄田哲章）

### 機體
以下均為遊戲開始時主角可選用的機體。
別西路（Bellzelute）
別西路·重甲型（Bellzelute Brigandy）
別西路的後繼機體，簡稱：B.ブリガンディ
格蘭帝特（Granteed）
格蘭帝特·龍神型（Granteed Dracodeus）
格蘭帝特的後繼機體，簡稱：G.ドラコデウス
克斯特威爾（Coustwell）
在《超級機器人大戰OG THE MOON DWELLERS》（下稱《OGMD》）的劇情中原本為聖禁士長所持有的機體，後來聖禁士長出走後交到諜士手中，後來由諜士長交到賈穆手中。
克斯特威爾·巨腕型（Coustwell Brachium）
克斯特威爾的後繼機體。
《OGMD》中要達成特定條件才獲得的隱藏機體。
沃蘭特（Vorlent）
需要用別西路、格蘭帝特、克斯特威爾各完成一周目遊戲才可以選用的隱藏主角機
拉福特克蘭斯（Laftkranz）
沃蘭特的後繼機體。
故事中弗里聖騎士團有各式的拉福特克蘭斯。其中奧凡·蘭克斯駕駛的拉福特克蘭斯·奧倫更會於故事後期加入我方，《OGMD》亦有類似的劇情。

## 工作人員
執行製作人
仲田隆司
製作人
菊池博、寺田貴信、じっぱひとからげ
導演
赤羽仁
編劇
鏡俊也、國島宣弘
原創人物設計
糸井美帆、歌津義明
原創機體設計
大輪充、谷口欣孝、柳瀨敬之、山田耕司、露木篤史

## 外部連結
- 超級機器人大戰J 官方網站 （页面存档备份，存于）